# Езершек, Барбара
Барбара Езершек (словен. Barbara Jezeršek; род. 31 октября 1986, Крань) — словенская лыжница, участница Олимпийских игр в Ванкувере.

## Карьера
В Кубке мира Езершек дебютировала в 2006 году, в ноябре 2009 года впервые попала в десятку лучших на этапе Кубка мира, в эстафете. Всего на сегодняшний день имеет на своём счету 2 попадания в десятку лучших на этапах Кубка мира, оба в эстафете, в личных гонках не поднималась выше 35-го места.
На Олимпиаде-2010 в Ванкувере принимала участие в трёх гонках: дуатлон 7,5+7,5 км — 17-е место, 10 км коньковым ходом — 40-е место, эстафета — 14-е место.
За свою карьеру принимала участие в одном чемпионате мира, на чемпионате 2009 года стартовала в трёх гонках, лучший результат 43-е место в масс-старте на 30 км.
Использует лыжи производства фирмы Atomic.